# Obrium filicorne
Obrium filicorne es una especie de escarabajo longicornio del género Obrium, categorizada en la tribu Obriini, de la subfamilia Cerambycinae. Fue descrita por Holzschuh en 2008.

## Descripción
Mide 3,3-5,1 mm de longitud.

## Distribución
Se distribuye por Laos.